# Наводнение в Бразилии (2009)
Наводнение в Бразилии в 2009 году — стихийное бедствие, затронувшее пять северо-восточных штатов Бразилии. В результате проливных дождей к 10 мая 2009 года 44 человека погибло и более 300 тыс. остались без крова.
Наибольший ущерб нанесён штату Мараньян, где погибло 6 человек и по крайней мере 40 700 человек стали бездомными.
Это второе по силе наводнение в бассейне реки Амазонки за сто лет и сильнейшее в Бразилии за последние 20 лет.
Правительство страны направило в пострадавший регион 129 000 базовых наборов продуктов питания, более 1 000 000 индивидуальных комплектов постельного белья, а также вещей для временного размещения пострадавших.